# Aki Sora
Aki Sora (あきそら) é uma série de mangá japonesa escrita e ilustrada por Masahiro Itosugi. Foi publicado pela primeira vez em setembro de 2007 por Akita Shoten. Começou a serialização no nono volume e foi concluído no Volume 25 no mangá seinen Champion Red Ichigo de Akita Shoten. Uma adaptação OVA pela Hoods Entertainment foi lançada com o terceiro volume do mangá em 17 de dezembro de 2008. Uma segunda adaptação OVA, chamada Aki Sora ~Yume no Naka~ (あきそら～夢の中～) foi lançada pela Pony Canyonem duas partes; a primeira parte lançada em 30 de julho de 2009, e a segunda parte lançada em 17 de novembro de 2009. Em abril de 2011, Itosugi anunciou que não haverá mais impressões dos volumes 1 e 3 devido ao Bill 156.

## Trama
Desde criança, Sora Aoi sempre trocou palavras de "eu te amo" com sua atraente irmã mais velha Aki. Agora, à medida que atinge a maioridade, acha muito mais difícil trocar confortos como naqueles tempos mais simples. Quando Aki demonstra seus sentimentos em relação a ele para ir além do amor de uma irmã, Sora se vê questionando seus sentimentos por sua irmã. Percebendo sua afeição um pelo outro, eles consumam seu amor em segredo. Em uma sociedade que nunca entenderia, eles agora devem manter seu amor em segredo de sua família e de todos que conhecem. No entanto, Sora logo se vê explorando muitas formas de amor com diferentes tipos de mulheres que conheceu e que não são aceitas pela sociedade, questionando seus sentimentos por sua irmã.

## Personagens

### Família Aoi
Sora Aoi (葵ソラ, Aoi Sora)
Dublado por: Aya Saotome (CD drama), Sayaka Kinoshita (OVA 1), Kumo Shiroi (Yume no Naka)
Seu primeiro nome é escrito como 蒼空 (Sora) em kanji. Ele estuda na mesma escola que suas irmãs, Aki e Nami. Ao contrário de suas irmãs, ele é bom em cozinhar e fazer trabalhos domésticos. Sora tem uma baixa tolerância ao álcool, pois fica inconsciente bebendo até mesmo um pouco de saquê. Devido à sua criação sem pai ou qualquer figura masculina na casa, bem como relacionamentos questionavelmente estranhos com suas irmãs, Sora foi criado praticamente sem masculinidade de qualquer tipo. Quase todas as suas posturas, comportamento e maneirismos são aqueles normalmente esperados de uma garota tímida. Sua aparência efeminada o torna um candidato perfeito para travesti, que ele se envolve involuntariamente por causa do fetiche de Nami e da crença de Runa de que ele gosta. Ele é muito tímido e muito fácil, e completamente carece de vontade de se defender contra as garotas, o que permite que ele seja forçado a se travestir e se aproximar sexualmente. De fato, quase todas as garotas ao seu redor são imediatamente privilegiadas com a oportunidade de estuprá-lo, o que algumas delas fizeram ou tentaram sem se intimidar por seu desconforto e protestos.
Ele está profundamente apaixonado por Aki e não resiste a ela na segunda vez que ela tenta fazer sexo com ele, mas às vezes se questiona se o tabu do incesto deve continuar, já que eles não têm futuro em um relacionamento. Ele também teve relações sexuais com outras pessoas, como Kana, Runa e Nami, embora com as duas últimas ele tenha sido forçado. Depois de ser estuprada por Nami, que então ameaçou Sora com emasculação e morte, se alguma coisa sobre o estupro fosse trazida à luz, ele ficou apavorado com ela, mas afirmou que não a odeia. Eles finalmente reacenderam seu relacionamento quando Nami pediu sexo consensual, e desde então se tornaram mais próximos. Nos capítulos finais, Sora aceita totalmente seu relacionamento com Aki, mesmo defendendo-o contra seu pai. Quando Aki é levada por seu pai, Sora fica sozinha e quer vê-la novamente. Depois que Aki escolhe ir embora para que Sora não se machuque pelo amor deles, Sora fica com o coração partido e percebe que ele realmente ama Aki e quer estar com ela. No capítulo final, eles se encontram no túmulo de sua mãe.
Aki Aoi (葵 アキ, Aoi Aki)
Dublado por: Uchino Pochi (CD drama), Shiho Kawaragi (OVA 1), Kōri Natsuno (Yume no Naka)
Aki é a irmã mais velha de Sora. Seu primeiro nome é escrito como 亜希 (Aki) em kanji. Atraente, atlética e inteligente, ela é considerada uma aluna modelo na escola e é muito popular. No entanto, em casa, ela não tem talento culinário e não consegue manter seu próprio quarto limpo. Ela está profundamente apaixonada por Sora. Ao contrário do resto de sua família, todos com cabelos loiros, Aki é morena. Ela primeiro tenta fazer sexo com Sora no chuveiro, mas não tem sucesso, pois Sora sai correndo do banho de vergonha. No entanto, sua segunda tentativa, em seu quarto, é bem sucedida, após o que ela lhe dá uma sincera confissão de seu amor por ele. Depois disso, eles se envolvem em relações sexuais muitas vezes, inclusive em locais públicos, como o armário do ginásio da escola, um onsen e em cima de um roda gigante. Durante esses tempos, ela não quer que Sora a chame de nēsan (irmã mais velha), mas Sora se sente estranha dizendo o nome dela. Ela parece não saber que ele fez sexo com outras mulheres, além dela mesma. As notas de Sora caem como resultado da distração de seu relacionamento com sua irmã. Em resposta a isso, Aki se recusa a fazer sexo com ele até que suas notas melhorem, e ela chora ao pensar que seu flerte é a razão de Sora estar indo mal na escola. Depois de perceber o quão perto Sora e Nami parecem ser, Aki o leva para fora da cidade para passar algum tempo sozinhos. No entanto, no trem, Sora parece rejeitar seus avanços. Quando ela tenta seduzi-lo novamente no parque, eles quase são pegos. Em última análise, eles reacendem seu romance em um motel. No entanto, após a morte do pai, ela decide que eles devem terminar seu relacionamento para que Sora não se machuque mais e se despede dele. Mais tarde, eles se encontram no túmulo de sua mãe.
Nami Aoi (葵ナミ, Aoi Nami)
Dublado por: Kana Ueda (OVA 1), Hiromi Igarashi (Yume no Naka)
Nami é a irmã gêmea mais nova de Sora, cujas características são quase completamente idênticas às dele (embora no anime a cor dos olhos dela seja vermelha, enquanto os olhos de Sora são castanhos; além disso, seu cabelo é um pouco mais escuro que o de Sora). Devido à sua aparência semelhante, Nami amarra o cabelo em tranças. Seu cabelo é um pouco mais longo que o de Sora quando solto e essa é a única diferença física perceptível entre eles além do gênero. Como Sora, Nami tem uma baixa tolerância ao álcool. Quando eles eram crianças, ela costumava fingir ser Sora, mas à medida que cresciam, tornou-se evidente que suas personalidades são opostas. Ao contrário do tranquilo e bem-comportado Sora, Nami é contundente e pode ser incrivelmente teimosa e dura, e também bastante assustadora e ameaçadora para seu irmão. Por exemplo, ela tinha o hábito de quebrar seus brinquedos quando eram crianças por ciúmes, e muitas vezes força Sora a fazer cosplay para sua própria diversão. Ela tem um desrespeito muito forte pelos sentimentos de Sora, demonstrado por como ela o enganou para se inscrever no clube de cosplay para mais travestis, apesar de seu claro desconforto, e ao receber sua carta de demissão, ela imediatamente a rasgou na frente dele. sem consideração.
Ela está secretamente apaixonada por sua colega de classe Kana, embora a última seja completamente alheia ao fato. Apesar disso, ela está tentando ativamente juntar Kana e Sora. Esses esforços, culminando com ela testemunhando Sora e Kana fazendo sexo juntos, saem pela culatra e a levam a um estado de espírito perigosamente precário. Guiada pela crença de que ela ser uma mulher e, portanto, não ter um pênis é o que a mantém ela e Kana separadas, ela agride Sora em um ataque de raiva psicótica e, depois de quase cortar seu pênis e cortar sua garganta com uma tesoura, ela passa a estuprá-lo, fantasiando durante todo o ato que ela está fazendo amor com Kana. Ela obtém seu silêncio através de uma ameaça de morte, e desde então Nami tem feito sexo repetidamente com Sora, reacendendo seu relacionamento e se tornando mais íntimo. Enquanto expressa vocalmente seu desgosto com o ato, ela está ficando cada vez mais obcecada com isso, especialmente logo depois que ele faz sexo com Kana, desejando seu cheiro. Não se sabe se ela mesma se sente atraída por Sora, ou fazer sexo com ele é uma maneira de desabafar sua frustração. Ela está, no entanto, aparentemente arrependida do que fez com seu irmão, embora isso, juntamente com seu relacionamento doentio, esteja roendo cada vez mais sua psique já desequilibrada. Apesar disso, Aki notou desde então que os gêmeos se tornaram muito mais próximos um do outro.
Mãe da família Aoi (Falsa)
Dublado por: Hana Aoyama (Yume no Naka)
A mãe ainda sem nome da família Aoi, que na verdade é a irmã gêmea idêntica mais nova da mãe de Aki, Sora e Nami (para ser mais preciso, sua tia materna), mas desde que sua irmã - a verdadeira mãe das crianças - foi morta em um acidente de trânsito há dez anos, ela assumiu o papel de mãe. Ela assumiu o papel de sua mãe e não contou aos gêmeos que sua mãe verdadeira havia morrido. Ela geralmente está ocupada trabalhando para sustentar a família, e não está lá para eles, levando-os a aprender a viver por si mesmos. Ela também é um pouco irresponsável, dando a Nami um pouco de saquê, quando ela é claramente menor de idade, e parece de alguma forma distante e indiferente, algo que intrigou Sora mais de uma vez. Há uma piada em que ela é incapaz de distinguir Nami e Sora, mesmo quando estão nus. Todos os dias, ela pensa se deveria viver o papel de mãe falsa, e pensou em contar a verdade a Sora e Nami. O próprio Sora está começando a questionar sua identidade, já que muitas vezes ela esquece ou até ignora coisas facilmente identificadas por sua falecida mãe. No entanto, depois de ser questionada sobre isso por Sora, ela chegou ao ponto de obter uma cicatriz em um braço para imitar a que sua falecida irmã tinha, para grande pesar de Aki. No entanto, eles notaram que um dia eles contarão a verdade para os gêmeos. No mangá, ela foi retratada com cabelos loiros, mas no segundo OVA, ela é uma morena clara.
Mãe da família Aoi (Verdadeira)
A verdadeira mãe sem nome dos três filhos Aoi, ela morreu dez anos atrás, quando foi atropelada por um carro enquanto voltava para casa das compras. Seu papel de mãe foi assumido por sua irmã gêmea mais nova, e apenas Aki sabe disso. Quando ela deu à luz Aki, ela sentiu que o corpo era surpreendentemente leve e ofereceu a sua irmã a chance de segurar o bebê. Ela sofreu uma cicatriz durante um Natal em um acidente de cozinha, no qual seu braço esquerdo foi queimado enquanto salvava Sora de cair. Eventualmente, Sora veio a saber de sua morte, quando ele visitou seu túmulo no final.
Pai de família Aoi
O pai sem nome dos três filhos Aoi, que aparece no Capítulo 26. Ele é um homem grande com cabelos escuros como Aki e tem uma aparência muito assustadora. Ele abandonou a família quando as crianças Aoi eram muito jovens, daí porque Sora e Nami não querem nada com ele. Ele volta para levar Aki para morar com ele. Ele pegou Aki e Sora quando eles estavam fazendo amor e puniu Sora por isso. É revelado que as mães das crianças Aoi (verdadeiras e falsas) são, na verdade, suas irmãs mais velhas, tendo tido filhos com uma delas, mas deixaram sua família porque a sociedade não aceitou isso. Ele finalmente morre em um hospital de uma doença desconhecida.

### Colegas
Kana Sumiya (澄弥可奈, Sumiya Kana)
Dublado por: Tae Okajima (OVA 1), Nazuna Gogyō (Yume no Naka)
Kana é colega de classe de Sora e melhor amiga de Nami. Kana e Nami são os únicos membros do clube de cosplay. Ela faz roupas femininas para Sora e Nami força essas roupas para seu irmão. Ela tem sentimentos por Sora, mas é muito tímida para confessá-los. Ela não tem conhecimento dos sentimentos de Nami em relação a ela. Mesmo quando Nami afirmou que a amava, Kana acreditava que significava porque eles eram amigos. Depois de um encontro, no qual Kana deu um beijo em Sora e fez sexo oral nele, Nami, que estava testemunhando de um armário, explodiu, levando-a a estuprar Sora. Depois de alguma persuasão de Nami mais tarde, Kana perde a virgindade com Sora, que Nami grava secretamente. É vagamente expresso que Kana amou Nami depois disso, como Kana se lembra da primeira vez que se encontrou com Sora, e acreditava que era o destino, porque ela teve a chance de amar um garoto que se parecia exatamente com Nami.
Runa Satsuki (咲月 ルナ, Satsuki Runa)
Dublado por: Soyogi Tono (CD Drama), Runa Sakaki (CD Drama)
Runa está no último ano na escola do Sora. Desde que foi forçada a voltar para casa da escola vestindo apenas o maiô da escola, ela tem sido uma exibicionista. Sora a conhece pela primeira vez quando ela estava se trocando nua no elevador em seu complexo de apartamentos. Ela erroneamente pensa que Sora acha o cross-dressing excitante. Mais tarde, ela força Sora a um encontro "fetiche" com ela - ela está vestindo apenas uma capa de chuva, e ele está vestido - e o força a se masturbar para ela se masturbar. Mais tarde, ela engana Sora para ir a uma orgia de sexo com ela, como seu namorado de mentira. Ela perde a virgindade enquanto Sora assiste; eles deram as mãos através de parceiros aleatórios. Durante as férias de verão, ela o leva para a piscina fazendo com que ele use um maiô feminino enquanto ela pinta um maiô em seu corpo, onde ela dá prazer a Sora por ajudar com seu exibicionismo novamente. Não se sabe se ela tem algum sentimento por Sora, no entanto, ela afirmou que só é "bom" se ele for o único a vê-la nua. Por isso ela não voltou para a "festa", mesmo tendo pedido várias vezes. No outono, Runa retorna como uma modelo nua de arte para o clube de arte.
Natsumi Nosaka (野坂なつみ, Nosaka Natsumi)
Natsumi é colega de classe de Sora. Ela participou da festa que Hitomi teve, e foi uma das muitas garotas que puseram os olhos em fazer sexo com Sora. Ela se sentiu um pouco irritada quando Sora teve dificuldade em se lembrar dela à primeira vista na festa. Ela expressou um leve ressentimento quando ouviu rumores de Nami de que Sora e Kana estavam saindo.

## Mídia

### Mangá
O mangá Aki Sora, escrito e desenhado por Masahiro Itosugi, foi serializado na revista Champion Red Ichigo da Akita Shoten entre 5 de setembro de 2008 e 5 de abril de 2011. O primeiro e terceiro volumes não foram mais impressos após julho de 2011 devido ao projeto de lei da Ordenança de Desenvolvimento da Juventude de Tóquio devido às suas representações de incesto.

### OVA
Existem duas adaptações OVA de Aki Sora, ambas produzidas pela Hoods Entertainment, com Takeo Takahashi como diretor e storyboarder, Jukki Hanada como roteirista e Kazuya Kuroda como designer de personagens e diretor de animação chefe. O primeiro OVA foi lançado com o terceiro volume do mangá em 18 de dezembro de 2009.Uma segunda adaptação OVA, intitulada Aki Sora ~Yume no Naka~ (あきそら~夢の中~, Aki Sora ~In a Dream~) foi lançada pela Pony Canyon em duas partes e apresenta um elenco de voz diferente do primeiro OVA.

## Recepção
Chris Beveridge elogia o OVA por "bons designs de personagens, um bom erotismo". Ele comenta ainda: "Embora tenhamos um pouco de nudez na parte superior do corpo, não há genitália envolvida para aqueles que procuram esse aspecto ... para atrair mais pessoas sem ser hardcore."